# 493 aC
El 493 aC va ser un any del calendari romà prejulià. A la República Romana es coneixia com l'Any del Consolat d'Aurunc i Viscel·lí (o també any 261 ab urbe condita). La denominació 493 aC per a aquest any s'ha emprat des de l'edat mitjana, quan el calendari Anno Domini va ser el mètode prevalent a Europa per a anomenar els anys.

## Esdeveniments

### Grècia
- El poble d'Atenes escull Temístocles com a arcont, com a cap judicial civil i oficial executiu d'Atenes. Va convèncer a la polis d'augmentar el seu poder naval, davant del perill persa.[2]
- Temístocles inicia la construcció d'una fortificació a la base naval d'El Pireu, el port de la ciutat d'Atenes. Aconsella als atenesos que aprofitin els seus ports naturals en comptes d'utilitzar la badia arenosa de Falèron.[3]
- Entre els refugiats que arriben de Jònia després del col·lapse de la Revolta Jònica hi ha un cap anomenat Milcíades, que té una bona reputació com a soldat. Temístocles el converteix en general de l'exèrcit atenenc.[4]
- Frínic, poeta tràgic, va presentar un poema sobre la caiguda de Milet. Buscava no tant divertir al públic com moure les seves passions, i segons Heròdot, va ser tant poderós l'efecte que va causar la descripció que va fer de la captura de Milet que el públic es va posar a plorar desconsoladament. Frínic va ser multat amb mil dracmes per haver provocat tant de sofriment, i es va aprovar una llei que prohibia tornar a representar aquella tragèdia.[5]

### República Romana
- Pòstum Comini Aurunc i Espuri Cassi Viscel·lí són elegits cònsols a Roma. Durant el seu mandat els plebeus es revolten revoltat i ocupen l'Aventí. Comini Aurunc fa la guerra contra els volscs i els ocupa diverses ciutats. En aquesta campanya Gai Marci es distingeix en la lluita a la ciutat de Coríols i rep el sobrenom de Coriolà.[6]
- El cònsol Espuri Cassi Viscel·lí va fer un tractat amb la Lliga llatina (foedus Cassianum) on Roma assumia les decisions sobre els assumptes de guerra i pau, i tenia en exclusiva el dret a nomenar el comandant en cap de l'exèrcit confederal.[7]
- En aquest any, Cassi Viscel·lí consagra el temple de Ceres, Baccus i Proserpina que el dictador Aulus Postumi Albus Regil·lensis havia dedicat l'any 498 aC.[8]
- S'inicia per primera vegada a Roma el festival de la Cereàlia, que durava set dies, una festa del culte a Demèter que van introduir els guardians dels llibres sibil·lins, la van assimilar a la deessa romana Ceres i li van construir un temple (Aedes Cereris Casa de Ceres) prop del Circ Màxim.[9]